# Alfred Schnittke
Alfred Garrijevitsj Schnittke (Russisch: Альфред Гарриевич Шнитке) (Engels, 24 november 1934 – Hamburg, 3 augustus 1998) was een Sovjet-Duitse componist en pianist van de Volga-Duitse nationaliteit.

## Biografie
Alfred Schnittke was de zoon van een uit Frankfurt am Main afkomstige Duits-Joodse vader en een Volga-Duitse moeder. Hij werd geboren in Engels, de toenmalige hoofdstad van de Wolga-Duitse Autonome Socialistische Sovjetrepubliek. Zijn muzikale opleiding begon hij in 1946 in Wenen, waar zijn vader als journalist en vertaler werkzaam was, en zette hij vanaf 1948 voort aan het Conservatorium van Moskou, waar hij later ook les zou geven. Vanaf de jaren zeventig wijdde hij zich volledig aan het componeren.
Schnittke's componeerstijl was aanvankelijk avant-gardistisch en sterk beïnvloed door uit het Westen overgewaaide compositietechnieken als serialisme en aleatoriek. Zoals velen van zijn generatie zou Schnittke deze stijl op den duur als onbevredigend gaan ervaren. Als reactie ontwikkelde hij daarom in de vroege jaren zeventig een nieuwe stijl, die door hemzelf polystylisme werd genoemd. Deze stijl, die beïnvloed was door het werk van componisten als Charles Ives, Luciano Berio en Bernd Alois Zimmermann, maar ook bijvoorbeeld Gustav Mahler, wordt gekenmerkt door het al dan niet op parodistische wijze combineren van verschillende muzikale stijlen uit verschillende muzikale tijdvakken; sommigen zien hierin een muzikale uiting van het postmodernisme.
Van overheidswege werd het Schnittke doorgaans zeer moeilijk gemaakt. Hoewel de sovjetoverheid in de jaren zestig en zeventig minder streng was jegens kunstenaars dan onder Stalin het geval was geweest, werden als "avant-gardistisch" of "westers" beschouwde werken toch met de nodige argwaan bekeken. Uitvoeringen van zijn werk werden daarom dikwijls gedwarsboomd, en in de praktijk was Schnittke gedwongen met het schrijven van filmmuziek in zijn levensonderhoud te voorzien. In 1990 vestigde Schnittke zich met zijn familie in Hamburg.
Vanaf 1985 worstelde Schnittke met een zeer zwakke gezondheid. Hij overleefde drie zware beroertes en was meermalen bijna klinisch dood. Niettemin bleef zijn productiviteit tot zijn dood in 1998 groot.
Mede dankzij de inspanningen van de violist Gidon Kremer is Schnittke uitgegroeid tot een van de meest uitgevoerde componisten van de tweede helft van de twintigste eeuw. Zijn grote oeuvre omvat symfonieën, soloconcerten (piano, viool, altviool, cello), concerti grossi, andere orkestwerken, kamermuziek (inclusief een zeer succesvol pianokwintet), balletten, koorwerken (waaronder een Requiem) en opera's (waaronder Life with an Idiot, dat in 1992 in Amsterdam in première ging).

## Composities

### voor orkest

#### Symfonieën
- Symfonie nr. 0
- Symfonie nr. 1 (1969-72)
- Symfonie nr. 2 "St. Florian" (1979)
- Symfonie nr. 3 (1981)
- Symfonie nr. 4 (1984)
- Symfonie nr. 5 [Concerto Grosso No. 4] (1988)
- Symfonie nr. 6 (1992)
- Symfonie nr. 7 (1993)
- Symfonie nr. 8 (1994)
- Symfonie nr. 9 (onvoltooide)

#### Andere orkestrale werken
- Pianissimo (1968)
- In memoriam... (1977-78) (orkestrale versie van het pianoquintet)
- Passacaglia (1979-80)
- Gogol Suite [Suite uit 'The Census List'] (1980)
- Ritual (1984-85)
- (K)ein Sommernachtstraum (1985)
- Het einde van Sint Petersburg (1992)
- Symfonische prelude (1994)
- For Liverpool (1994)

### Concerten

#### Concerti Grossi
- Concerto Grosso nr. 1, voor twee violen, klavecimbel, piano en strijkers (1976-77)
- Concerto Grosso nr. 2, voor viool, cello en orkest (1981-82)
- Concerto Grosso nr. 3, voor twee violen, klavecimbel, celesta, piano, kerkklokken en strijkers (1985)
- Concerto Grosso nr. 4 voor viool, hobo, klavecimbel en orkest (1988)
- Concerto Grosso nr. 5, voor viool, piano and orkest (1991)
- Concerto Grosso nr. 6, voor piano, viool en strijkers (1993)

#### Vioolconcerten
- Concert nr. 1 voor viool en orkest (1957, herzien 1963)
- Concert nr. 2 voor viool en kamerorkest (1966)
- Concert nr. 3 voor viool en kamerorkest (1978)
- Concert nr. 4 voor viool en orkest (1984)

#### Pianoconcerten
- Concert voor piano en orkest (1960)
- Muziek voor piano en kamerorkest (1964)
- Concert voor piano en strijkers (1979)
- Concert voor piano (vierhandig) en kamerorkest (1988)

#### Celloconcerten
- Concert nr. 1 voor cello en orkest (1986)
- Concert nr. 2 voor cello en orkest (1990)

#### Andere instrumenten
- Dubbelconcert voor hobo, harp en strijkers (1971)
- Concert voor altviool en orkest (1985)
- Monoloog voor altviool en strijkers (1989)
- Trippelconcert voor viool, altviool, cello en strijkers (1994)

### Koormuziek
- Stemmen uit de natuur (1972)
- Requiem (1972-75)
- Minnezang, voor 52 stemmen (1981)
- Seid Nüchtern und Wachet... [Faust Cantata] (1983)
- Drie heilige hymnen (1983-84)
- Concert voor koor (1984-85)
- Psalms (1988)

### Oratorium
- Nagasaki

### Kamermuziek
- Sonate nr. 1 voor viool en piano (1963; georkestreerd in 1968)
- Strijkkwartet nr. 1 (1966)
- Dialoog voor cello en zeven instrumentalisten (1965-1967)
- Serenade voor viool, klarinet, bas, piano en slagwerk (1968)
- Sonate nr. 2 voor viool en piano "Quasi una Sonata" (1968; georkesteerd in 1987)
- Canon in memoriam Igor Stravinsky, voor strijkkwartet (1971)
- Suite ‘oude stijl’, voor viool en piano of klavecimbel (1972)
- Gradulationsrondo, voor viool en piano (1973)
- Hymnen I-IV, voor cello en ensemble (1974-79)
- Prelude in memoriam Dmitri Sjostakowitsj, voor twee violen (1975)
- Kwintet voor piano en strijkers (1972-76)
- Magdalena's lied (1977)
- "Stille Nacht", arr. voor viool en piano (1978)
- Sonate voor cello en piano nr. 1 (1978)
- Stille muziek voor viool en cello (1979)
- Strijkkwartet nr. 2 (1981)
- Septet (1981-82)
- Voor Paganini, voor viool (1982)
- Strijkkwartet nr. 3 (1983)
- Trio voor strijkers (1985, gearrangeerd als pianotrio in 1992)
- Strijkkwartet nr. 4 (1989)
- Madrigaal in memoriam Oleg Kagan, voor viool of cello (1990)
- Musica Nostalgica, voor cello en piano (1992)
- Sonate voor cello en piano nr. 2 (1994)
- Sonate nr. 3 voor viool en piano (1994)
- Epiloog uit zijn ballet Peer Gynt, gearrangeerd voor cello, piano en tape.

### Solo-instrument
- Vijf preludes en fuga (1953/4)
- Pianosonate nr. 1 (1987)
- Vijf Aforismen, voor piano (1990)
- Pianosonate nr. 2 (1990)
- Pianosonate nr. 3 (1992)
- Klingende Buchstaben voor solo cello (1988)

### Opera’s
- Leven met een idioot, opera in twee bedrijven, libretto van Viktor Yerofeyev (1991)
- Historia von D. Johann Fausten, opera in drie bedrijven en een epiloog, libretto van Jörg Morgener (Jurjen Köchel) en Alfred Schnittke (1991-1994)
- Gesualdo, opera in 7 tableaus, een proloog en een epiloog, libretto van Richard Bletschacher (1993)

### Balletten
- Labyrinths, ballet in vijf bedrijven, libretto van Vladimir Vasilyev. (1971)
- Sketches, ballet in een bedrijf “Choerographic fantasia” van Andrei Petrov naar thema’s van Nikolai Gogol. (1985)
- Peer Gynt, ballet in drie bedrijven van John Neumeier gebaseerd op Henrik Ibsens toneelstuk (1988)

### Filmmuziek
- Verhaal van een Onbekende Acteur (Aleksandr Zarkhi, 1976)
- Agonie (1974)
- De opgang (Larisa Sjepitko, 1977)
- Commissaris
- A Fairy Tale of Wanderings (1983)
- Master i Margarita (Joerij Kara, 1994)